# Лактация
Лакта́ция (от лат. lacto — кормить молоком) — образование молока в молочных железах и периодическое выведение его (при сосании или доении). Свойственна самкам млекопитающих (включая женщин). Начинается после родов под действием гормонов; считается, что в норме секретировать может только молочная железа, прошедшая за время беременности определённую стадию развития. Хотя традиционно лактация происходит после беременности, лактация также может быть вызвана гормональной терапией и стимуляцией сосков при отсутствии беременности (так называемая «индуцированная лактация») — в том числе, может быть вызвана у самцов.
Изначально молочные железы выделяют молозиво, а через 2—10 дней начинает выделяться молоко обычного состава. С переходом детёныша на другие виды пищи выделение молока постепенно снижается, и лактация прекращается. У некоторых животных (коров, кобыл, коз) с новой беременностью лактация снижается. Время от начала лактации после родов до прекращения выделения молока называется лактационным периодом. У млекопитающих лактационный период варьируется от 10-20 дней у мелких грызунов до 25 месяцев у кашалота.
В молочных железах расположены альвеолы, эпителиальные (секреторные) клетки, которые производят секрецию молока из составных частей крови. Лактация состоит из четырёх стадий: 1) из крови и тканевой жидкости молочная железа поглощает так называемых «предшественников» молока (белки, жиры и углеводы); 2) секреторные клетки синтезируют составные части молока; 3) в цитоплазме секреторных клеток происходит формирование и накопление синтезированных продуктов; 4) молоко отделяется в полость альвеолы, мелкие протоки и более крупные ёмкости.
Процесс секреции молока идёт непрерывно. Опорожнение молочных желёз при сосании (доении) стимулирует секрецию, а переполнение тормозит её. Основным гормоном, ответственным за секрецию молока, является пролактин, однако также важную роль играют эстроген, прогестерон и окситоцин (последний играет ключевую роль в кормлении). На ранней стадии (до родов) лактация регулируется теми же гормонами, которые регулируют беременность (в том числе гормонами, выделяемыми плацентой). Сразу после родов происходит перестройка желёз и их регуляции — лактация регулируется центральной нервной системой, сигналами от гипоталамуса. В течение нескольких недель после родов происходит заключительная стадия перестройки желёз и процесса их регуляции — теперь, вплоть до прекращения кормления грудью, лактация в основном регулируется локально, сигналами от рецепторов груди, реагирующих как на степень наполненности желёз молоком, так и на сосание груди младенцем.